# Michael Finneran
Michael Finneran (* 10. September 1947 in Roscommon) ist ein ehemaliger irischer Politiker (Fianna Fáil).
Er gehörte dem Seanad Éireann, dem Oberhaus des irischen Parlaments von 1989 bis 2002, und dem Dáil Éireann, dem Unterhaus, von 2002 bis 2011 an.
Finneran arbeitete zunächst als Pfleger in der Psychiatrie. 1979 wurde er in den Roscommon County Council gewählt. Daneben gelang es ihm, 1989 über die Verwaltungsliste in den Seanad gewählt zu werden. Diesem gehörte er bis 2002 an. Seine Versuche, 1992 und 1997 in den Dáil gewählt zu werden, scheiterten. Bei den Wahlen zum Dáil Éireann 2002 konnte er im Wahlkreis Longford–Roscommon erstmals einen Sitz erreichen und zog als Teachta Dála in den Dáil ein. Bei der Neuordnung der Wahlkreise trat Finneran bei den Wahlen 2007 im Wahlkreis Roscommon–South Leitrim an. Am 13. Mai 2008 wurde er von Taoiseach Brian Cowen zum Staatsminister im Ministerium für Wohnungswesen, Lokalverwaltung und Kulturerbe mit dem Aufgabenbereich für Wohnungswesen, Stadterneuerung und Stadtentwicklung ernannt. Mit dem Ausscheiden von Michael P. Kitt aus der Regierung wurde sein Aufgabenbereich am 22. April 2009 neugeordnet und mit Wohnungswesen und Lokale Angelegenheiten benannt.
Bei den Wahlen zum Dáil Éireann 2011 trat er nicht mehr an und zog sich aus der Politik zurück.
Michael Finneran ist mit Elizabeth Walsh verheiratet und hat vier Kinder, zwei Söhne und zwei Töchter. Sein Sohn Trevor war zeitweilig (2004–2009) kommunalpolitisch aktiv.